# Тигранов, Георгий Григорьевич
Гео́ргий Григо́рьевич Тигра́нов (арм. Գևորգ Տիգրանով; 25 марта (7 апреля) 1908, Санкт-Петербург — 5 февраля 1991, Ленинград) — советский музыковед, доктор искусствоведения (1947), профессор Ленинградской консерватории (с 1947). Заслуженный деятель искусств РСФСР (1979), заслуженный деятель искусств Армянской ССР (1945).

## Творческая биография
Родился 7 апреля 1908 года в Санкт-Петербурге.
В 1934 году окончил музыковедческое отделение теоретико-композиторского факультета Ленинградской консерватории.
В 1937 году окончил аспирантуру Ленинградской консерватории (руководители Б. В. Асафьев, Р. И. Грубер, С. Л. Гинзбург).
Тема кандидатской диссертации: «Некоторые черты музыкальной драматургии опер Верди» (1940).
Тема докторской диссертации: «О путях и проблемах развития армянского оперного искусства» (1947).
С 1935 года преподавал в Ленинградской консерватории, с 1947 года — профессор.

## Основные музыковедческие труды
- «Отелло» Верди (в сб.: Очерки по истории и теории музыки. Т. 1. — Л., 1940).
- Вопросы изучения музыкального наследия в Армянской ССР (в сб.: Музыковедение и музыкальная критика в республиках Закавказья. — М., 1956).
- Б. В. Асафьев об Армении // Б. В. Асафьев. Очерки об Армении. М., 1958.
- Н. А. Римский-Корсаков и А. А. Спендиаров // Н. А. Римский-Корсаков и музыкальное образование. Л., 1959.
- Оперное и балетное творчество армянских композиторов // Музыка Советской Армении. М., 1960.
- Основоположник национальных традиций // Советская Музыка. 1961, № 4.
- Константин Соломонович Сараджев // К. С. Сараджев. Статьи, воспоминания. — М., 1962.
- Мысли о современной армянской симфонической музыке // Музыка и современность. Вып. 2. М., 1963.
- Дневники. «Мысли» И. В. Ершова // И. В. Ершов Л., 1966.
- Воспевший родину (об Аро Степаняне; СМ. 1967, № 9).
- Советская симфония. Пути развития и некоторые проблемы // Советская симфония за 50 лет. Л., 1967.
- О национальном и интернациональном в советской симфонии // Музыка и социалистическое общество. Л., 1970.
- Музыка Советской Армении // История музыки народов СССР. Т. 3. М., 1972.
- Выдающийся музыкант — мыслитель // Б. В. Асафьев. М., 1974.
- Идейно-художественные основы творчества А. Хачатуряна // Музыка в социалистическом обществе, 1977, № 3.

## Основные литературные сочинения
- Балет А. Хачатуряна «Гаянэ». — Ереван, 1947.
- Балеты Эдгара Оганесяна. — Ереван, 1981.
- Т. Чухаджян и его опера «Аршак II». — Ереван, 1945.
- А. А. Спендиаров: По материалам писем и воспоминаний. — Ереван, 1953.
- Армянский музыкальный театр. Т. 1-3. — Ереван, 1956—1975.
- А. А. Спендиаров. — М., 1959, 2-е изд. — М., 1971.
- Балеты Арама Хачатуряна. — М., 1960, 2-е изд. 1974.
- К. С. Сараджев: Жизнь и творчество. — Ереван, 1962 (на арм. яз.).
- Опера и балет Армении. — М., 1966.
- Аро Степанян: Очерк жизни и творчества. — М., 1967.
- Сто лет армянского музыкального театра. — Ереван, 1968 (на арм. яз.).
- Жизнь, отданная искусству: Очерк жизни и творчества С. В. Акимовой. — Ереван, 1978.
- Арам Хачатурян. — Л., 1978.
- Артисты, спектакли, музыка. — Ереван, 1983.
- Музыка в борьбе за гуманизм и прогресс. — Л., 1984.

## Награды
- Заслуженный деятель искусств Армянской ССР (1945)
- Орден «Знак Почёта» (24.11.1945)
- Государственная премия Армянской ССР (1979)
- Заслуженный деятель искусств РСФСР (23.08.1979)
- Орден Дружбы народов (28.12.1987)